# Didymopsis helvellae
Didymopsis helvellae är en svampart som först beskrevs av August Karl Joseph Corda, och fick sitt nu gällande namn av Sacc. & Marchal 1885. Didymopsis helvellae ingår i släktet Didymopsis, divisionen sporsäcksvampar och riket svampar.   Inga underarter finns listade i Catalogue of Life.